# Edwards County, Kansas
Edwards County är ett administrativt område i delstaten Kansas, USA, med 3 037 invånare. Den administrativa huvudorten (county seat) är Kinsley. 

## Geografi
Enligt United States Census Bureau har countyt en total area på 1 611 km². 1 611 km² av den arean är land och 0 km² är vatten. 

### Angränsande countyn
- Pawnee County - nord
- Stafford County - öst
- Pratt County - sydost
- Kiowa County - syd
- Ford County - sydväst
- Hodgeman County - nordväst

### Orter
- Belpre
- Kinsley (huvudort)
- Lewis
- Offerle